# Бахарево (Островский район)
Бахарево — деревня в Островском районе Псковской области. Входит в состав Островской волости.
Расположена в 18 км к северу от города Остров, у автодороги М20 и соответствующего участка железной дороги Псков — Остров. В 2 км к северу находится деревня Дуловка, южнее — железнодорожная станция Дуловская.
| 2001 | 2002 | 2010 |
| ---- | ---- | ---- |
| 3    | ↘0   | ↗6   |

## История
До 2005 года деревня входила в состав ныне упразднённой Дуловской волости, затем, до апреля 2015 года входила в состав ныне упразднённой Волковской волости района.